# Tent Peak
Der Tent Peak ist ein 1570 m hoher und zeltförmiger Berggipfel auf der antarktischen Ross-Insel. Er liegt auf halbem Weg zwischen Mount Terror und dem Kap Crozier im Osten der Insel.
Teilnehmer der New Zealand Geological Survey Antarctic Expedition (1958–1959), die ihn am 5. Januar 1959 als astronomische Beobachtungsstation nutzten und dazu unterhalb des Gipfels ein Zelt (englisch tent) errichteten, verliehen ihm den deskriptiven Namen.